# Ciotka Mame
Ciotka Mame (ang. Auntie Mame) – amerykański film z 1958 roku w reżyserii Mortona DaCosty.

## Obsada
- Peggy Cass jako Agnes Gooch
- Pippa Scott jako Pegeen Ryan
- Robin Hughes jako Brian O’Bannion
- Fred Clark jako Dwight Babcock
- Patric Knowles jako Lindsay Woolsey
- Coral Browne jako Vera Charles
- Rosalind Russell jako Mame Dennis
- Joanna Barnes jako Gloria Upson

## Nagrody i nominacje
| Nazwa nagrody | Wygrane                                                                                         | Nominacje |
| Oscar         | 1959 bez rezultatu                                                                              | 1959 Najlepszy film Jack L. Warner Warner Bros. Najlepsza aktorka pierwszoplanowa Rosalind Russell Najlepsza aktorka drugoplanowa Peggy Cass Najlepsza scenografia – filmy czarno-białe lub kolorowe George James Hopkins, Malcolm C. Bert Najlepsze zdjęcia – filmy kolorowe Harry Stradling Sr. Najlepszy montaż William H. Ziegler |
| Złoty Glob    | 1959 Najlepsza komedia Jack L. Warner Najlepsza aktorka w komedii lub musicalu Rosalind Russell | 1959 Najlepsza aktorka drugoplanowa Peggy Cass Najlepsza debiutująca aktorka roku Joanna Barnes |
| BAFTA         | 1960 bez rezultatu                                                                              | 1960 Najlepsza aktorka zagraniczna Rosalind Russell |

## Wyróżnienia
| Rok wyróżnienia | Amerykański Instytut Filmowy                                    | Miejsce |
| --------------- | --------------------------------------------------------------- | --- |
| 2000            | Lista 100 najśmieszniejszych amerykańskich filmów wszech czasów | 94. miejsce |
| 2005            | Lista 100 najlepszych kwestii filmowych wszech czasów           | 93. miejsce Rosalind Russell jako Mame Dennis: „Life is a banquet, and most poor suckers are starving to death!” |